# Іван Франко (срібна монета)
«Іва́н Франко́» — срібна ювілейна монета номіналом 5 гривень, випущена Національним банком України. Присвячена 150-річчю від дня народження Івана Франка — видатного українського письменника, публіциста, громадсько-політичного діяча, доктора філософії. Його талант митця не обмежувався національними рамками, він писав українською, польською, німецькою мовами. Поезія, проза, драматургія, наукові праці, журналістика — всюди Іван Франко сягав вершин. Його внесок у розвиток української публіцистики, літературознавства і театрознавства, фольклористики і етнографії неоціненний.
Монету введено в обіг 23 серпня 2006 року. Вона належить до серії «Видатні особистості України».

## Опис та характеристики монети
| Номінал грн. | Метал            | Маса, грам    | Діаметр, мм. | Якість виготовлення | Гурт     | Тираж, штук |
| ------------ | ---------------- | ------------- | ------------ | ------------------- | -------- | ----------- |
| 5            | срібло 925 проби | 15,55 / 16,81 | 33,0         | пруф                | рифлений | 5 000       |

### Аверс
На аверсі угорі (ліворуч) зображено малий Державний Герб України, у центрі — каменяра, що розколює скелю, під ним — рік карбування монети «2006», по колу розміщено написи: на монеті із срібла «НАЦІОНАЛЬНИЙ БАНК УКРАЇНИ» (угорі), «П'ЯТЬ ГРИВЕНЬ» (унизу), а також позначення металу та його проби «Ag 925», маса в чистоті — «15,55» г та логотип Монетного двору Національного банку України.

### Реверс

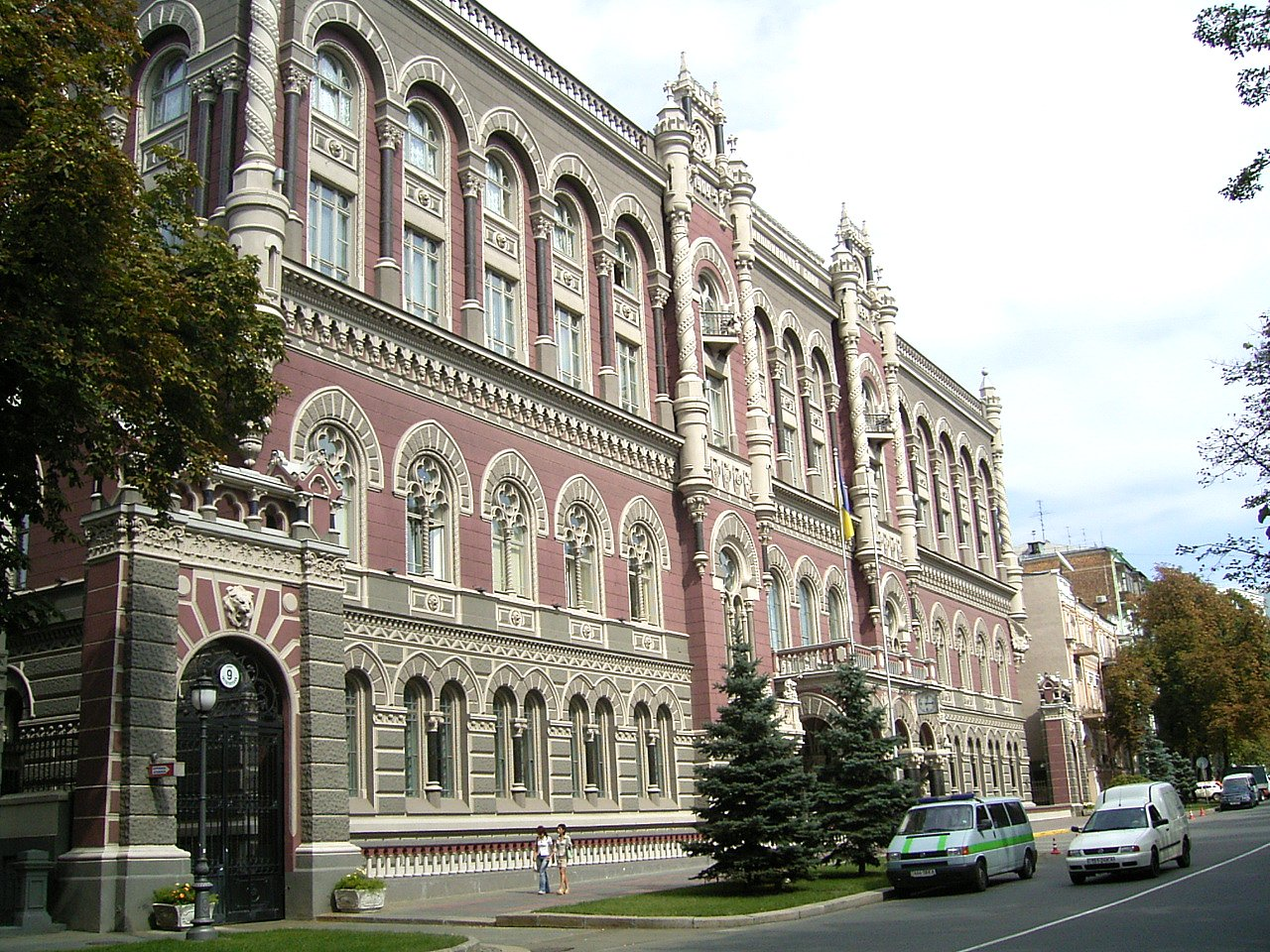
Будівля Національного банку України

На реверсі зображено портрет Івана Франка, ліворуч і праворуч від якого уламки кам'яної скелі, та розміщено написи: «ІВАН ФРАНКО/» (ліворуч) і роки життя — «1856/ 1916» (праворуч).

## Автори
- Художник — Чайковський Роман.
- Скульптор — Чайковський Роман.

## Вартість монети
Ціна монети — 541 гривня, була зазначена на сайт Національного банку України 2018 року.
Фактична приблизна вартість монети, з роками змінювалася так:
| Рік        | 2010 | 2011 | 2012 | 2013 | 2014 | 2015 | 2016 | 2017 | 2018 | 2019 | 2020 | 2021 | 2022 | 2023  | 2024  | 2025  |
| ---------- | ---- | ---- | ---- | ---- | ---- | ---- | ---- | ---- | ---- | ---- | ---- | ---- | ---- | ----- | ----- | ----- |
| Ціна, грн. | 260  | 280  | 300  | 300  | 230  | 300  | 400  | 490  | 500  | 500  | 500  | 580  | 700  | 1 000 | 1 500 | 1 850 |